# Johnny Gruelle
Johnny Gruelle (24 de diciembre de 1880 – 9 de enero de 1938) fue un artista, dibujante, político, autor de cuentos infantiles, ilustrador, y compositor de Estados Unidos. Es conocido por ser el creador de Raggedy Ann y Raggedy Andy.

## Biografía
John era el hijo mayor, tuvo dos hermanos, Prudence y Justin.
John conoció a su futura esposa, Myrtle J. Swann, en Indianápolis, donde se casaron el 23 de marzo de 1901. Tuvieron tres hijos: Marcella, que, murió pronto, a consecuencia de una vacuna infectada, Worth, artista e ilustrador y Richard "Dick" Gruelle.

## Carrera
Gruelle comenzó su carrera como ilustrador para periódicos de Indianápolis. También hizo encargos para ilustraciones de conocidos cuentos de hadas . Gruelle es más conocido como creador de una serie de historias sobre una muñeca de trapo llamada Raggedy Ann. También creó a Raggedy Andy. Además de convertirse en un artista comercial, ilustrador y hombre de negocios.
En una carrera que duró cuarenta años, Gruelle fue autor e ilustrador de muchos libros y contribuyó con caricaturas e ilustraciones para varios periódicos y más de una docena de revistas nacionales. A pesar de la variedad de su trabajo, Gruelle es más conocido como ilustrador y creador de la muñeca Raggedy Ann y de libros y personajes relacionados. En el momento de su muerte en 1938, su primer libro de Raggedy Ann había vendido más de 3 millones de ejemplares. Las muñecas Raggedy Ann y Raggedy Andy que diseñó Gruelle y los recuerdos relacionados se han convertido en artículos de colección.
El éxito de los primeros libros impulsó su carrera como ilustrador de cuentos para niños. Mientras, continuó trabajando para periódicos y revistas, escribió e ilustró al menos una historia de Raggedy Ann y Raggedy Andy cada año.
En noviembre de 1929, el New York Herald Tribune lanzó "Brutus", una tira cómica con elementos fantásticos en la que Gruelle continuó trabajando hasta su muerte en 1938.

## Fallecimiento
Murió de insuficiencia cardíaca en casa de su hijo Worth en 1938, a los 57 años. Sus restos están enterrados en el cementerio Silvermine. Tras la muerte, su viuda, inició acciones legales para asegurar los derechos de sus obras, registros y patentes. También continuó su trabajo para conservar su legado a través de Johnny Gruelle Company y Bobbs-Merrill Company.